# Crocallis depuncta
Crocallis depuncta är en fjärilsart som beskrevs av Christian Friedrich Stephan 1825. Crocallis depuncta ingår i släktet Crocallis och familjen mätare. Inga underarter finns listade i Catalogue of Life.